# Diocèse de Norwich
Pour l’article homonyme, voir Diocèse de Norwich (États-Unis).
Ne pas confondre avec le diocèse d'Est Anglie
Le diocèse de Norwich (en anglais : diocese of Norwich) est un diocèse anglican de la Province de Cantorbéry, qui s'étend sur la quasi-totalité du Norfolk. Son siège est la cathédrale de Norwich.
Il est créé en 672 lorsque l'ancien diocèse de Dunwich est divisé, avec son siège à Elmham. Plus tard, son territoire fut amalgamé avec celui de Dunwich, couvrant le Norfolk et le Suffolk. En 1073 le siège du diocèse se déplace à Thetford, puis en 1094 à Norwich.
En 1914, le diocèse perd vers toute la partie de son territoire dans le Suffolk, détachée pour constituer le diocèse de St Edmundsbury et Ipswich.
Il est divisé en 22 archidiaconés.